# Champsodon capensis
Champsodon capensis е вид бодлоперка от семейство Champsodontidae. Видът не е застрашен от изчезване.

## Разпространение и местообитание
Разпространен е в Кения, Мавриций, Мадагаскар, Мозамбик, Сейшели, Танзания и Южна Африка.
Обитава крайбрежията на океани и морета. Среща се на дълбочина от 34 до 1000 m, при температура на водата от 5,3 до 23,5 °C и соленост 34,3 – 35,7 ‰.

## Описание
На дължина достигат до 14 cm.